# حسن‌آباد (جبالبارز جنوبی)
حسن‌آباد یک روستا در ایران است که در بخش جبال‌بارز جنوبی شهرستان عنبرآباد در استان کرمان واقع شده‌است. حسن‌آباد ۱۹ نفر جمعیت دارد.

## جمعیت
این روستا در دهستان مردهک قرار دارد و براساس سرشماری مرکز آمار ایران در سال ۱۳۸۵، جمعیت آن ۱۹ نفر (۵ خانوار) بوده‌است.